# 田上舞子
田上 舞子（たのうえ まいこ、1988年1月20日 - ）は、日本のパーソナルトレーナー。
ニックネームはマイティー。福岡県春日市出身。

## 人物
三姉妹の末っ子。2015年まで普通のOLをしていたが、肉体改造に目覚め、現在はフィットネス大会で実績を残すまでとなった。

## 受賞歴
- 2011（平成23）年 芝浦工業大学 初代ミスキャンパス
- 2017（平成29）年 JBBF（日本ボディビル・フィットネス連盟） フィットネスビキニ 関東オープン 3位
- 2017（平成29）年 JBBF（日本ボディビル・フィットネス連盟） フィットネスビキニ 全日本大会 6位
- 2019（平成30）年 JBBF（日本ボディビル・フィットネス連盟） 関東フィットネスビキニ 準優勝
- 2021（令和3）年 JBBF（日本ボディビル・フィットネス連盟） Japan Openフィットモデル　オーバーオール優勝 初代王者
- 2021（令和3）年 ARNOLD  CLASSIC EUROPE フィットモデル　4位（フィットモデル部門において日本人初4位）

## 出演
- 超人女子（テレビ朝日）
- TVチャンピオン極 〜KIWAMI〜（BSテレ東）腹筋女王決定戦に出場
- MAI BEST BODY（刺激ストロングチャンネル・ひかりTVビデオ・U-NEXT）田上の指導によるトレーニング講座。全6回。